# Trogon à nuque rouge
Harpactes kasumba
Espèce
Statut de conservation UICN

 NT  : Quasi menacé
Le Trogon à nuque rouge (Harpactes kasumba) est une espèce d'oiseau de la famille des Trogonidae.